# Ponte (teoria dei grafi)

Un grafo con 6 ponti (marcati in rosso)

Un grafo non orientato senza ponti

Nella teoria dei grafi, un ponte (conosciuto anche come bridge, cut-edge, cut arc o istmo) è un arco la cui eliminazione aumenta il numero di componenti connesse. Equivalentemente, un arco è un ponte se e solo se non è contenuto in nessun ciclo.
Un grafo senza ponti è equivalente a un grafo con grado di connettività pari a 2 per ogni componente non banale. Un ponte può essere individuato anche tramite l'analisi della matrice di connessione.

## La congetturaCycle double cover
Un importante problema aperto che riguarda i ponti è la congettura  cycle double cover proposta da Seymour e Szekeres (1978 e 1979, indipendentemente), la quale dice che ogni grafo senza ponti ammette un insieme di cicli che contengono ogni arco esattamente due volte.

## Algoritmo per la ricerca di ponti
Un algoritmo con costo computazionale {\displaystyle O(|V|+|E|)} per trovare ponti in un grafo connesso fu inventato da Robert Tarjan nel 1974. Esiste inoltre una versione distribuita dell'algoritmo. 
Algoritmo:
1. Trovare un albero di copertura minimo di {\displaystyle G}
2. Creare un albero radicato {\displaystyle T} dall'albero di copertura
3. Percorrere l'albero {\displaystyle T} in pre-order e numerare i nodi. I nodi più vicini alla radice hanno un numero inferiore rispetto ai loro figli.
4. Per ogni nodo da {\displaystyle v_{1}} (il nodo foglia dell'albero) a 1 (la radice) esegui:
  1. Conta il numero di discendenti {\displaystyle ND(v)} per quel nodo.
  2. Conta {\displaystyle L(v)} e {\displaystyle H(v)}
  3. Per ogni {\displaystyle w} tale che {\displaystyle v\to w}: se {\displaystyle L(w)\geq w} and {\displaystyle H(w)<w+ND(w)} allora {\displaystyle (v,w)} è un ponte.

Definizioni:
Un arco tra il nodo {\displaystyle v} e {\displaystyle w} che non appartiene all'albero è indicato da {\displaystyle v--w}. Un arco dell'albero con {\displaystyle v} come padre è indicato da {\displaystyle v\to w}.
{\displaystyle ND(v)=1+\sum _{v\to w}ND(w)} dove {\displaystyle v} è il nodo padre di {\displaystyle w}. 
{\displaystyle ND(v)} è il numero dei discendenti di {\displaystyle v}(incluso se stesso) nell'albero di copertura radicato.
{\displaystyle L(v)=\min(\{v\}\cup \{L(w)\mid v\to w\}\cup \{w\mid v--w\})}
{\displaystyle H(v)=\max(\{v\}\cup \{H(w)\mid v\to w\}\cup \{w\mid v--w\})}
{\displaystyle L(v)} e {\displaystyle H(v)} sono le etichette dei nodi con l'etichetta di preordine minore e maggiore raggiungibile da {\displaystyle v} attraverso il sottoalbero con radice {\displaystyle v}, e al massimo un arco che non appartiene all'albero.
Questo algoritmo funziona perché {\displaystyle LD(v)}, {\displaystyle H(v)} e {\displaystyle L(v)} possono tutti essere calcolati per un nodo {\displaystyle v} fornito, e di conseguenza conosciamo i loro valori su tutto il sottoalbero radicato in {\displaystyle v}. Inoltre, se e solo se l'arco {\displaystyle v\to w} è un ponte, allora è chiaro che nel sottoalbero radicato in {\displaystyle w}, deve essere impossibile raggiungere qualunque nodo che non è un discendente di {\displaystyle w}. Questo è facile da verificare perché il sottoalbero radicato in {\displaystyle w} (cioè tutti i discendenti di w) consiste di tutti i nodi {\displaystyle \{w,w+1,\ldots ,w+ND(w)-1\}} quindi possiamo semplicemente controllare se {\displaystyle L(w),H(w)} sono in questo insieme oppure no per verificare se un arco è un ponte.

## Ponti negli alberi
Un arco {\displaystyle E=uv} di un albero {\displaystyle T} è un ponte in {\displaystyle T} se e solo se il grado dei nodi {\displaystyle u} e {\displaystyle v} è maggiore di 1. 
I ponti sono anche definiti per i grafi orientati 